# Lasius brunneus
Espèce
Lasius brunneus est une espèce de fourmis de la sous-famille des Formicinae présente en Europe.

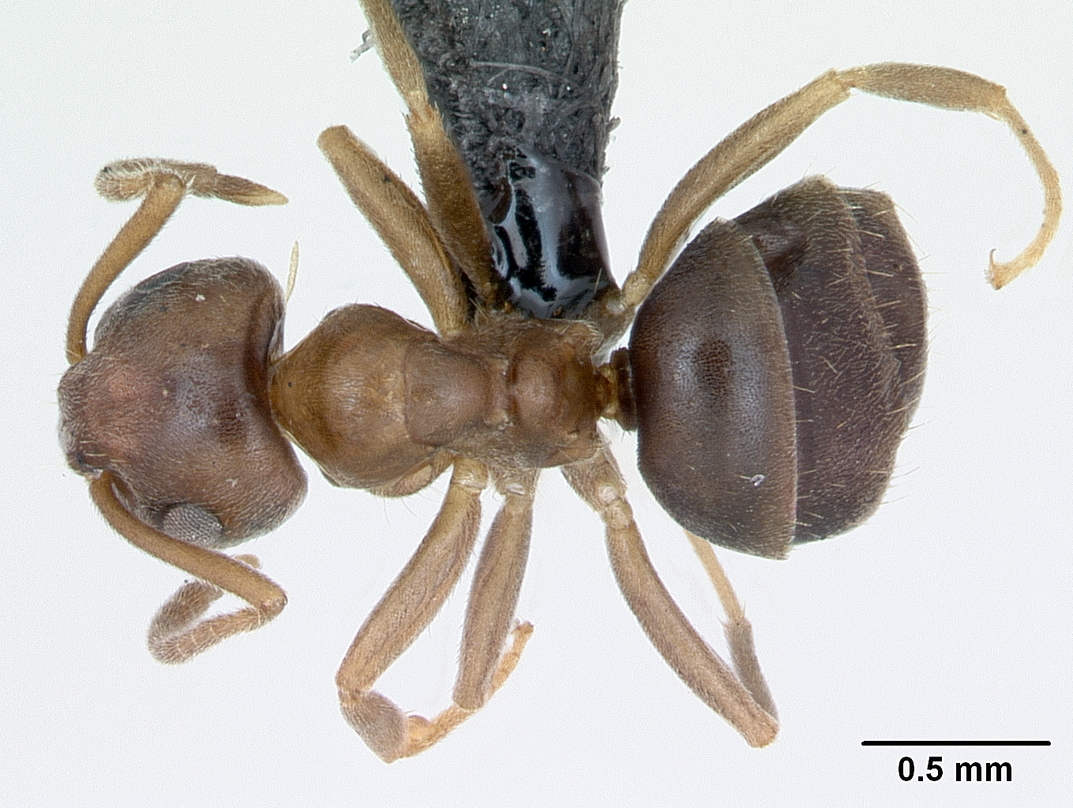
Vue dorsale

## Description
Ouvrières longues de 2,5 à 4,5 mm, bicolores comme celles de Lasius emarginatus dont elles diffèrent par l'absence de poils dressés-inclinés sur les scapes et les tibias.